# Andruw Jones
Andruw Rudolf Jones (ur. 23 kwietnia 1977 w Willemstad) – pochodzący z Curaçao baseballista, który występował na pozycji zapolowego i jako designated hitter.

## Major League Baseball
W lipcu 1993 podpisał kontrakt jako wolny agent z Atlanta Braves i początkowo grał w klubach farmerskich tego zespołu, między innymi w Richmond Braves, reprezentującym poziom Triple-A. W Major League Baseball zadebiutował 15 sierpnia 1996 w meczu przeciwko Philadelphia Phillies, w którym zaliczył RBI single i zdobył runa. 20 października 1996 w meczu numer 1 World Series, w których rywalem Braves był New York Yankees, zdobył home runa mając 19 lat i został najmłodszym baseballistą, który tego dokonał, bijąc rekord Mickeya Mantle’a. 
Dwa lata później po raz pierwszy zdobył Złotą Rękawicę. W sezonie 2005 zdobył najwięcej home runów w MLB (51), zaliczył najwięcej RBI w National League (128) i otrzymał nagrodę Silver Slugger Award. W marcu 2006 był w składzie reprezentacji Holandii na turnieju World Baseball Classic. 18 lipca 2006 w meczu z St. Louis Cardinals ustanowił rekord kariery zaliczając pięć odbić na pięć podejść, w tym dwa home runy i zaliczył sześć RBI. 
W grudniu 2007 podpisał dwuletni kontrakt wart 36,2 miliona dolarów z Los Angeles Dodgers, zaś w lutym 2009 niegwarantowaną umowę z Texas Rangers, jednak przed rozpoczęciem sezonu został przesunięty do 40-osobowego składu na występy w MLB. W 2010 grał w Chicago White Sox, zaś w latach 2010–2011 w New York Yankees.

## Nippon Professional Baseball
W grudniu 2012 podpisał roczny kontrakt wart 3,5 miliona dolarów z występującym w Pacific League Tohoku Rakuten Golden Eagles. W marcu 2013 wystąpił na turnieju World Baseball Classic. W 2013 zagrał w Japan Series, w których Golden Eagles pokonali Yomiuri Giants. W styczniu 2014 podpisał nową, roczną umowę z klubem.
W lutym 2016 oficjalnie ogłosił zakończenie kariery zawodniczej.

## Nagrody i wyróżnienia
| Major League Baseball        | Major League Baseball        | Major League Baseball |
| ---------------------------- | ---------------------------- | --------------------- |
| Nagroda/wyróżnienie          | Lata                         | Źródło                |
| 5× All-Star                  | 2000, 2002, 2003, 2005, 2006 | [ 1 ]                 |
| 10× Gold Glove Award         | 1998–2007                    | [ 1 ]                 |
| Silver Slugger Award         | 2005                         | [ 1 ]                 |
| Hank Aaron Award             | 2005                         | [ 14 ]                |
| Nippon Professional Baseball |                              |                       |
| Nagroda/wyróżnienie          | Lata                         | Źródło                |
| All-Star                     | 2013                         | [ 15 ]                |
| Zwycięzca w Japan Series     | 2013                         | [ 12 ]                |